# Trudi Canavan

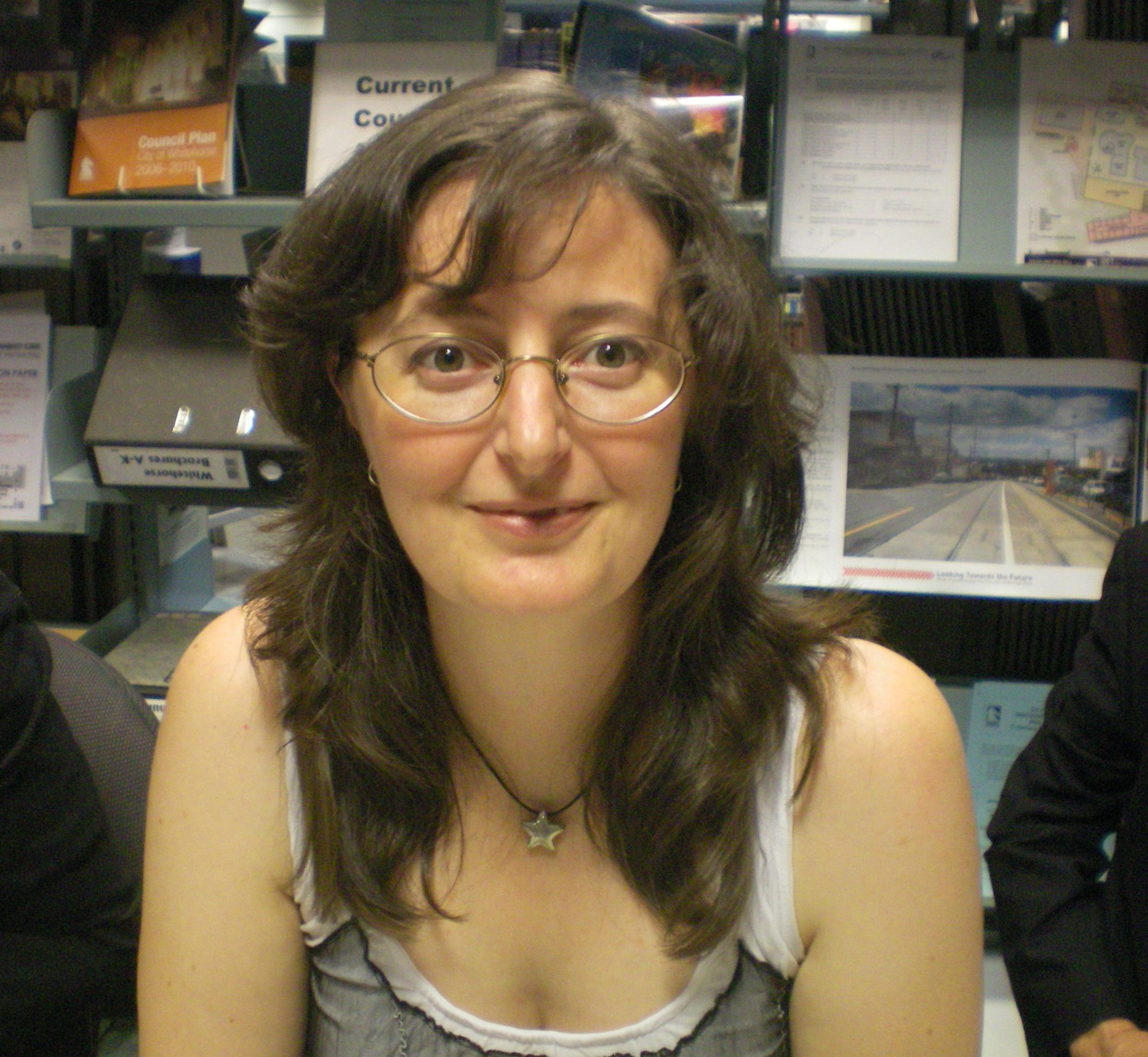
Trudi Canavan (2009)

Trudi Canavan (* 23. října 1969, Melbourne, Austrálie) je australská spisovatelka fantasy.

## Životopis
Už v dětství byla velmi kreativní a zajímala se o umění, psaní a hudbu. V roce 1995 se stala podnikatelkou na volné noze, založila společnost, která se specializuje na služby grafického designu. Ve stejný rok začala pracovat pro Aurealis, australský časopis zaměřený na fantasy a science fiction, a prováděla více prací (četla rukopisy, vytvářela webovou stránku, editovala titulky atd.). Takto mohla začít ve svém volném čase i psát. Do svých 25 let jen snila o napsání románu, ale neměla dostatek koncentrace, aby tak učinila. Ve dvaceti pěti letech se zúčastnila kurzů psaní a pracovala na zlepšení svých schopností, zatímco bojovala s mnohými odmítnutími.
Kariéra Trudi Canavan se rozběhla v roce 1999, kdy získala ocenění Aurealis za nejlepší fantasy krátký příběh s dílem Whispers of the Mist Children. V roce 2001 se prosadila s dílem The Magicians’ Guild (Společenství čarodějů), kde se děj točí okolo postavy jménem Sonea – sirotka, která je pronásledovaná čaroději kvůli svému nadání v magii. Román, který představoval první část trilogie o Černém mágovi, jí přinesl rozšířené přijetí a druhá kniha série The Novice (Novicka) byla opět nominována na ocenění Aurealis pro nejlepší fantasy román. Třetí kniha s názvem The High Lord (Nejvyšší lord) byla publikována v lednu 2003 a byla také nominována na cenu. Všechny tři knihy se dostaly do australského top 10 žebříčku SF bestsellerů. V současnosti je trilogie, podle Nielsen BookScan, označována za nejúspěšnější sérii posledních deseti let a v roce 2006 se prodalo více než 275 tisíc výtisků. Knihy byly přeložené do němčiny, polštiny, francouzštiny i češtiny.
Co se týká psaní, autorka tvrdí, že nejlepší cestou jak si zlepšit psaní je psát. Postavy v knihách netvoří podle sebe, ani podle nikoho ze skutečného života. V jejích dílech se též vyskytují zvířata, která jsou však jinak nazvaná než tatáž zvířata v reálném světě.

## Dílo
- Trilogie Věk pěti: Bílá kněžka, Poslední z divokých, Hlas bohů
- Tessia: Zrození čarodějky
- Trilogie Černý mág (Sonea): Společenství čarodějů, Novicka, Nejvyšší lord
- Trilogie Zrádkyně (Sonea): Vyslancova mise, Čarodějova zrada, Královna zrádkyň